# Mania
Mania (alternativně psáno M A  N   I    A) je sedmé studiové album americké skupiny Fall Out Boy. Bylo vydáno 19. ledna 2018. Původně mělo vyjít 15. září roku 2017, avšak počátkem srpna 2017 bylo odloženo. Spolu se členy skupiny je producentem desky Jesse Shatkin. První singl z alba nazvaný „Young and Menace“ byl vydán v dubnu 2017. Druhý („Champion“) následoval v červnu toho roku. Toto album je považované jako odklonění od žánru rocku, jelikož v albu jsou silné prvky EDM, především v singlu „Young and Menace".

## Seznam skladeb
1. Young and Menace – 3:44
2. Champion – 3:13
3. Stay Frosty Royal Milk Tea – 2:50
4. Hold Me Tight or Don't – 3:30
5. The Last of the Real Ones – 3:50
6. Wilson (Expensive Mistakes) – 3:36
7. Church – 3:31
8. Heaven's Gate – 3:45
9. Sunshine Riptide – 3:24
10. Bishops Knife Trick – 4:23